# Onaku
Onaku (ou Unaku) est une localité du Cameroun située dans la Région du Sud-Ouest et le département de la Manyu. Elle est rattachée administrativement à la commune d'Eyumodjock et au canton d'Inokun.

## Population
La localité comptait 472 habitants en 1953, 74 en 1967, principalement Ejagham.
Lors du recensement de 2005 on y a dénombré 94 personnes.